# Monte M. Katterjohn
Monte M. Katterjohn est un scénariste américain, né le 20 octobre 1891 à Boonville (Indiana), et mort le 8 septembre 1949  à Evansville (Indiana).

## Biographie
Monte M. Katterjohn a écrit le scénario de plus de soixante-dix films tout au long de sa carrière, entre 1912 et 1931.

## Principaux scénarios
- 1912 : His Squaw de Charles Giblyn
- 1916 : The Apostle of Vengeance de William S. Hart et Clifford Smith
- 1917 : Princess of the Dark de Charles Miller
- 1917 : L'Idole de l'Alaska (The Flame of the Yukon) de Charles Miller
- 1917 : Le Sexe faible de Raymond B. West
- 1918 : Madame Qui ? (Madam Who?) de Reginald Barker
- 1920 : Le Séducteur (Harriet and the Piper) de Bertram Bracken
- 1921 : Le Cheik (The Sheik)  de George Melford
- 1921 : L'Heure suprême (The Great Moment), de Sam Wood
- 1922 : Le Calvaire de madame Mallory (The Impossible Mrs. Bellew) de Sam Wood
- 1922 : La Dictatrice (My American Wife) de Sam Wood
- 1922 : L'Émeraude fatale (The Green Temptation) de William Desmond Taylor
- 1923 : His Children's Children de Sam Wood
- 1923 : Les Femmes libres (Prodigal Daughters) de Sam Wood
- 1923 : L'Éternel Combat (The Eternal Struggle) de Reginald Barker
- 1926 : Au suivant de ces messieurs (A Social Celebrity) de Malcolm St Clair
- 1926 : L'Espionne (Three Faces East) de Rupert Julian
- 1928 : Nuit de folie (Walking Back) de Rupert Julian
- 1929 : Papillons de nuit (Broadway Babies) de Mervyn LeRoy